# Princesse à l'éventail de fer

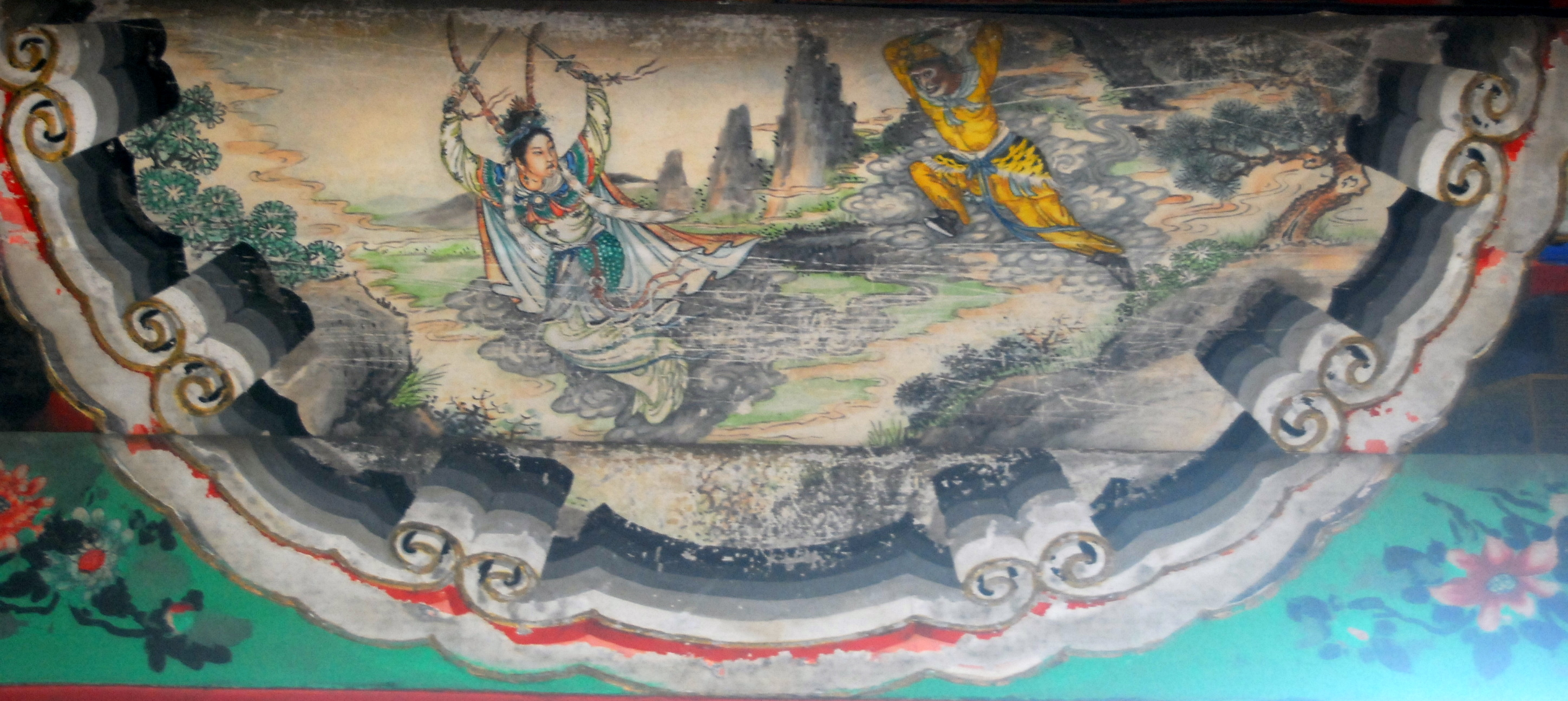
La princesse à l'éventail de fer et Sun Wukong (peinture dans le Long Couloir du palais d'Été de Pékin).

La princesse à l'éventail de fer (chinois simplifié : 铁扇公主 ; chinois traditionnel : 鐵扇公主 ; pinyin : Tiě shàn gōngzhǔ ; Wade : T‘ie3-shan4 Kung1-chu3 ; cantonais Jyutping : Tit3sin3 Gung1zyu2) est l'un des personnages du roman du XVIe siècle La Pérégrination vers l'Ouest de Wu Cheng'en.
Femme du Roi-démon taureau et mère du Garçon rouge, elle est l'un des antagonistes les plus populaires de La Pérégrination vers l'Ouest, au côté de son mari, de son fils, et de l'Esprit Os-blanc.
Dans le roman, elle n'est pas une  « vraie » déesse céleste, mais elle fait en sorte que les villageois habitant près des montagnes de feu la vénèrent comme une déesse. Elle est également décrite comme une rakshasa.  

## DansLa Pérégrination vers l'Ouest
La princesse à l'éventail de fer est une belle démone, mariée au Roi-démon taureau et mère du Garçon rouge. Elle vit dans la grotte de Bajia en attendant le retour de son mari, mais est également en colère contre lui pour sa tromperie avec une femme-renarde, la princesse au visage de jade. Le Roi-démon taureau décrit son épouse comme une « femme immortelle avec une excellence dans la pratique spirituelle (femme Xian) ».
Elle possède un éventail magique fabriqué à partir de feuilles de bananier (un peu comme l'éventail en feuilles de palmier (芭蕉扇), l'un des 5 trésors sacrés du Daode Tianzun (en)) qui est extrêmement grand et possède des propriétés magiques, car il peut créer des tourbillons géants capables d'éteindre les flammes des montagnes de feu (le volcan a été créé par Wukong lorsqu'il a émergé du brasier des huit trigrammes de Laozi 500 ans plus tôt). La princesse à l'éventail de fer utilise cette capacité pour extorquer des faveurs aux habitants proches des montagnes car la haute température les empêche de pratiquer l'agriculture : en un seul mouvement, il éteint le feu sans interruption pendant un an.
Lorsque Sun Wukong et ses compagnons de pèlerinage arrivent dans la région, ils se heurtent à une chaîne de volcans extrêmement intense qu'ils ne peuvent franchir sans éteindre les flammes. Sun Wukong veut emprunter son éventail pour maîtriser ce feu, mais elle refuse car le singe a été en mauvais termes avec son mari dans le passé. Sun Wukong, cependant, se transforme astucieusement en mouche et entre par sa bouche pour arriver dans son estomac.

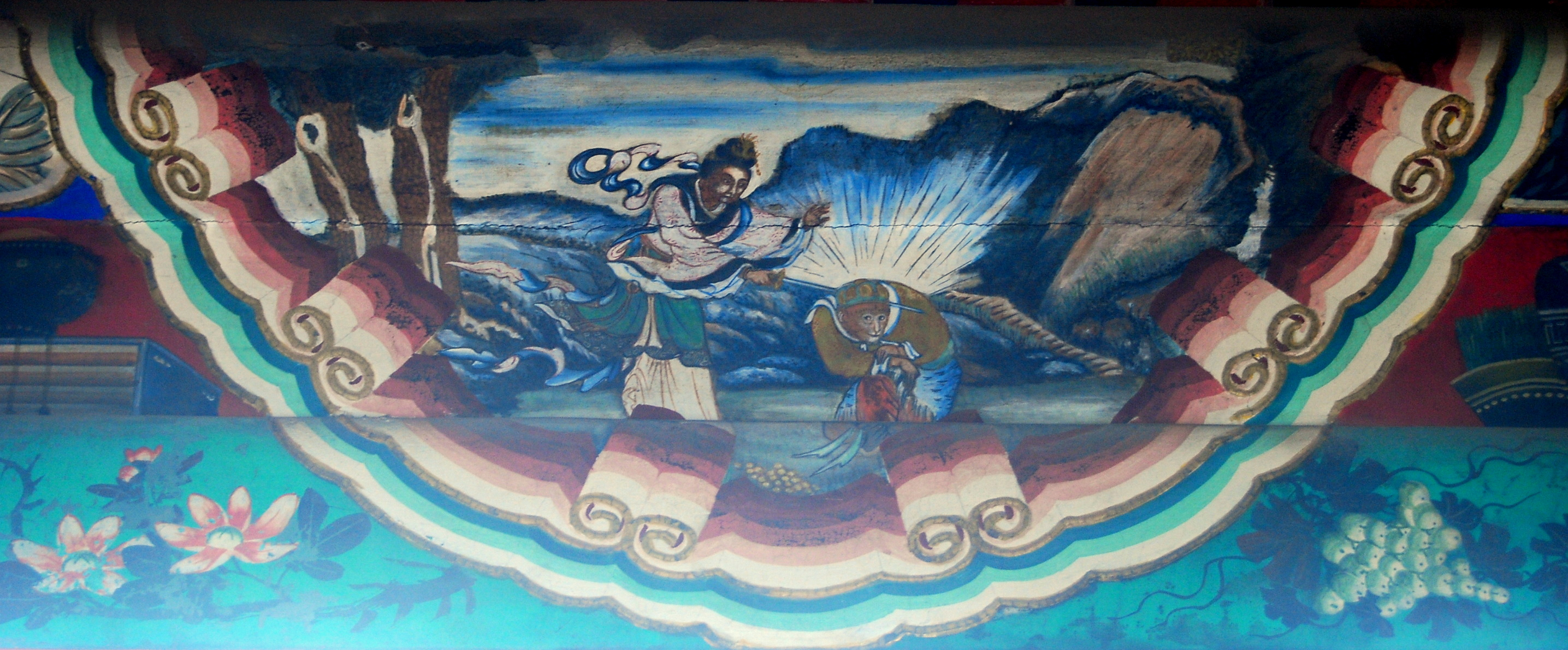
La princesse à l'éventail de fer et Sun Wukong.

Une fois à l'intérieur, il donne des coups de pied et des coups de poing dans les tripes de la princesse jusqu'à ce qu'elle craque et lui donne l'éventail. Cependant, l'objet magique s'avère être un faux qui intensifie les flammes au lieu de les éteindre. Ayant échappé de peu au feu, Sun Wukong revient, se fait passer pour son mari en changeant de forme et obtient le véritable éventail. Peu de temps après, le vrai mari rentre à la maison et la princesse se rend compte qu'elle a été trompée. Le mari se transforme alors en Zhu Bajie et propose à Sun Wukong de lui porter le grand éventail, ce que le Roi singe accepte. Plus tard, l'Empereur de jade envoie ses troupes célestes pour aider Sun Wukong à vaincre définitivement le Roi-démon taureau et la princesse à l'éventail de fer qui est forcée de lui donner le véritable éventail. Après avoir utilisé l'objet pour éteindre les flammes des montagnes de feu, Sun Wukong pardonne à la princesse et lui rend l'éventail,.

## DansLa Pérégrination vers le Sud

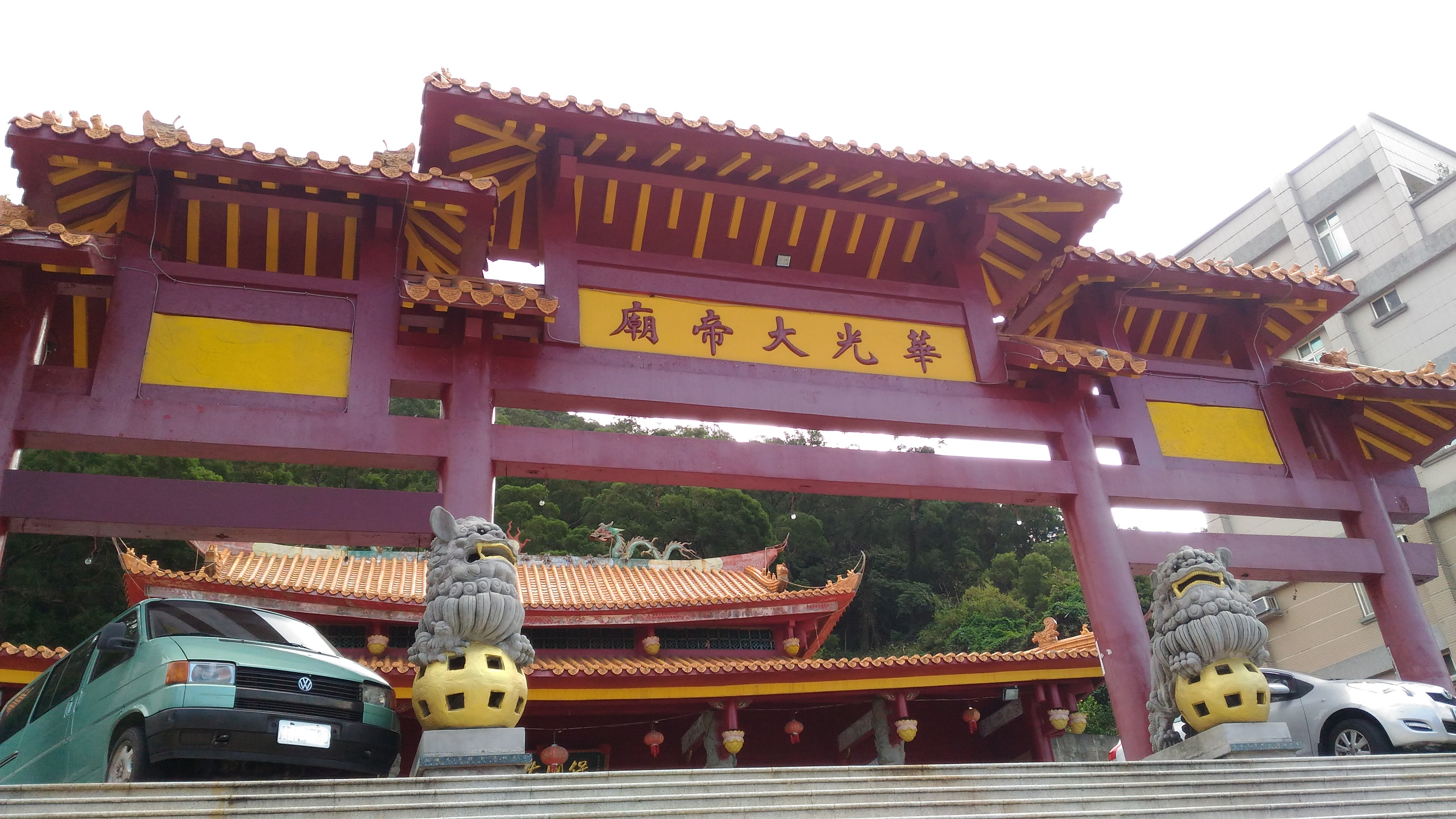
Le temple du grand empereur Huaguang.

Dans le roman La Pérégrination vers le Sud, la princesse à l'éventail de fer est représentée comme une déesse. Elle est la fille de Yuhuan Shengmu et a un jeune frère nommé Shan Cheng. Lorsque Huaguang Dadi (en) (le protagoniste du récit) vole la Pagode d'Or à sa mère, la princesse se déguise et le combat avec son éventail, sa longue lance et son couteau tranchant. Lors de leur premier affrontement, elle bat Huaguang. Plus tard, il rencontre par hasard un immortel qui lui révèle son lien avec la princesse et lui offre une pilule anti-vent. Huaguang réussit grâce à cela à capturer la princesse et l'épouse. En raison de ce mariage, elle est vénérée aux côtés de Huaguang Dadi dans le temple du grand empereur Huaguang dans le village de Fu'ao à Nangan (en),.

## Autres légendes
Ses origines ne sont pas claires, mais certaines légendes la représentent comme une déesse taoïste et comme l'ancêtre des dieux du vent confiée par la cour céleste, et tous les dieux du vent sont sous sa juridiction. On dit qu'elle est la mentore de Meng Po, la déesse de l'oubli.
Dans le Yuan zaju, elle est la sœur de Lishan Laomu (en) (Vieille mère du mont Li) et est à l'origine une amie de la Reine-mère de l'Ouest, de Pilanpo (en) et appartient au taoïsme. Elle se dispute une fois avec la Reine-mère de l'Ouest parce que celle-ci a apporté son propre vin. En conséquence, cette-dernière s'est outrée et s'est retournée contre le ciel.

## Dans les médias modernes
- Le sujet du premier long métrage d'animation chinois est une version librement inspirée de la rencontre entre Sun Wukong et la princesse intitulé La Princesse à l'éventail de fer (1941).
- Elle apparaît dans le 24e épisode de la série télévisée japonaise Saiyūki (en) intitulé Les Feux de la jalousie.
- Dans la série Journey to the West (en), la princesse et le roi taureau connaissent déjà Sun Wukong depuis leur enfance (ils sont allés dans la même école qui a enseigné à Wukong ses capacités de combat) et sont prêts à lui donner l'éventail. Mais leur odieux fils, le Garçon rouge, refuse de laisser sa mère lui donner l'objet, forçant ainsi le Roi singe à entrer dans son ventre pour la forcer à lui donner.
- Dans Dragon Ball, Chichi, la femme de Sangoku, est inspirée du personnage. Lorsqu'elle apparaît pour la première fois, sa mission au côté de Sangoku est de trouver l'éventail magique pour éteindre l'incendie entourant le château de son père.
- Dans le manga Act-Age, les actrices en compétition, Kei Yonagi et Chiyoko Momoshiro, sont toutes deux choisies pour interpréter la princesse à l'éventail de fer dans une pièce originale centrée sur le personnage.
- Dans le film d'animation Doraemon: Nobita no Parallel Saiyūki, elle apparaît sous le nom de « reine à l'éventail de fer », en tant qu'antagoniste secondaire.
- Elle apparaît également dans la gamme de Lego Monkie Kid en tant qu'antagoniste secondaire.
- Poppy Liu interprète la princesse à l'éventail de fer dans la série Américain de Chine (en) de Disney+[13].